# Patrick Feeney
Patrick „Pat“ Feeney (* 29. Dezember 1991 in Indianapolis, Indiana) ist ein ehemaliger US-amerikanischer Leichtathlet, der sich auf den Sprint spezialisiert hat. Seinen größten Erfolg feierte er mit dem Gewinn der Goldmedaille in der 4-mal-400-Meter-Staffel bei den Hallenweltmeisterschaften 2016 in Portland.

## Sportliche Laufbahn
Patrick Feeney wuchs in New Palestine, Indiana, auf und absolvierte ein Studium an der University of Notre Dame. Er bestritt nur einen internationalen Meisterschaftswettkampf, als er bei den Hallenweltmeisterschaften 2016 in Portland im Vorlauf der 4-mal-400-Meter-Staffel zum Einsatz kam und damit zum Gewinn der Goldmedaille durch die US-Mannschaft beitrug. Im selben Jahr beendete er seine aktive sportliche Karriere.

## Persönliche Bestzeiten
- 200 Meter: 20,96 s (+0,7 m/s), 20. April 2013 in Bloomington
- 400 Meter: 45,51 s, 2. Mai 2015 in Baie-Mahault
  - 400 Meter (Halle): 45,92 s, 8. März 2013 in Fayetteville